# Becada de les Snares
La becada de les Snares (Coenocorypha huegeli) és una espècie d'ocell de la família dels escolopàcids (Scolopacidae), sovint considerat una subespècie de Coenocorypha auklandica. És endèmic de les illes Snares, al sud de Nova Zelanda.